# Move On (filme)
Move On (Seguir em frente) é um filme mudo em curta-metragem norte-americano de 1917, do gênero comédia, estrelado por Harold Lloyd.

## Elenco
- Harold Lloyd - Chester Fields
- Snub Pollard
- Bebe Daniels
- W.L. Adams
- William Blaisdell
- Sammy Brooks
- Marie Gilbert
- William Gillespie
- Max Hamburger
- Bud Jamison
- Oscar Larson

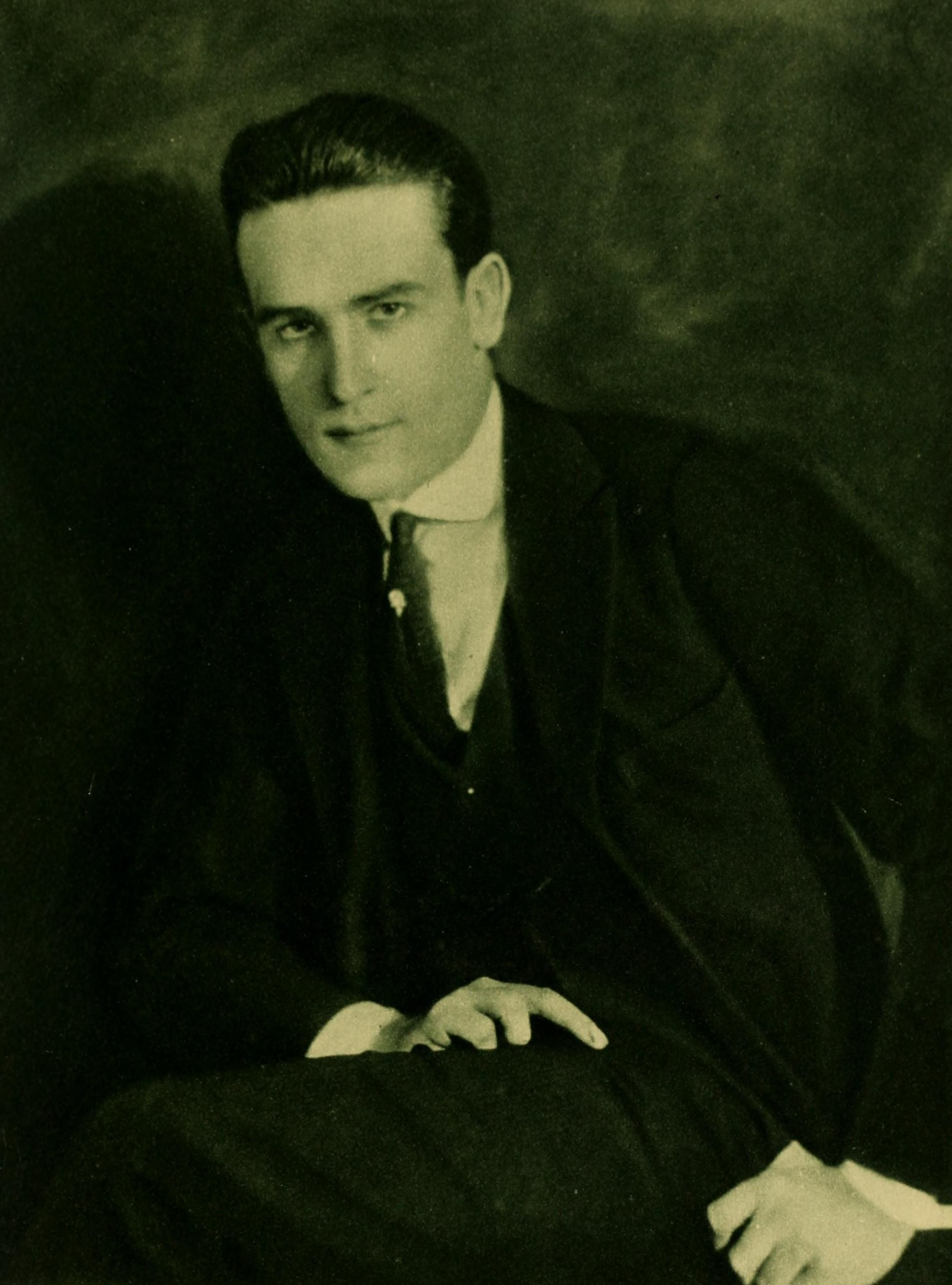
Harold Lloyd

- Maynard Laswell - (como M.A. Laswell)
- Gus Leonard
- Chris Lynton
- M.J. McCarthy
- Susan Miller
- Belle Mitchell
- Fred C. Newmeyer
- Charles Stevenson

## Estado de conservação
Cópia do filme encontra-se conservada no Museu de Arte Moderna, Nova Iorque.